# 7412 Linnaeus
7412 Linnaeus (1990 SL9) là một tiểu hành tinh vành đai chính được phát hiện ngày 22 tháng 9 năm 1990 bởi E. W. Elst ở La Silla.